# Окна де Сус (Харгита)
Окна де Сус (рум. Ocna de Sus) насеље је у Румунији у округу Харгита у општини Праид. Oпштина се налази на надморској висини од 532 m.

## Становништво
Према подацима из 2002. године у насељу је живело 1455 становника.

### Попис2002.
| Расподела становништва по националности 2002.‍ | Расподела становништва по националности 2002.‍ | Расподела становништва по националности 2002.‍ | Расподела становништва по националности 2002.‍ | Расподела становништва по националности 2002.‍ |
| --------------------------------------------- | --------------------------------------------- | --------------------------------------------- | --------------------------------------------- | --------------------------------------------- |
|                                               |                                               |                                               |                                               |                                               |
| Румуни                                        | Румуни                                        |                                               | 5                                             | 0,3%                                          |
| Мађари                                        | Мађари                                        |                                               | 1.370                                         | 94,2%                                         |
| Роми                                          | Роми                                          |                                               | 80                                            | 5,5%                                          |